# Horst Heese
Horst Heese (ur. 31 grudnia 1943 w Düsseldorfie) – niemiecki piłkarz występujący na pozycji napastnika. Trener piłkarski.

## Kariera piłkarska
Heese karierę rozpoczął jako junior w zespole BV 04 Düsseldorf. Następnie grał w amatorskim VfB Hilden, a w 1964 roku trafił do Hamborn 07 z Regionallgi West. Spędził tam trzy lata, a potem odszedł do innego zespołu tej ligi, Wuppertaler SV. Jego barwy reprezentował przez dwa lata.
W 1969 roku Heese przeszedł do Eintrachtu Frankfurt z Bundesligi. Zadebiutował w niej 16 sierpnia 1969 roku w przegranym 1:3 pojedynku z Rot-Weiß Oberhausen. 12 września 1969 roku w wygranym 2:1 spotkaniu z Rot-Weiss Essen strzelił pierwszego gola w Bundeslidze. W 1972 roku zajął z Eintrachtem 5. miejsce w lidze, które jednocześnie było jego najwyższym w karierze.
W grudniu 1972 roku Heese odszedł do Hamburger SV, także grającego w Bundeslidze. Pierwszy raz w jego barwach wystąpił 16 grudnia 1972 roku w przegranym 0:1 ligowym meczu z FC Schalke 04. W 1974 roku dotarł z zespołem do finału Pucharu RFN, w którym Hamburger przegrał jednak po dogrywce z Eintrachtem Frankfurt.
W tym samym roku Heese został graczem belgijskiego KAS Eupen, gdzie w 1976 roku zakończył karierę.

## Kariera trenerska
Heese karierę rozpoczął w 1978 roku w zespole Kickers Offenbach, grającym w 2. Bundeslidze. Pracował tam przez dwa lata. W 1980 roku został szkoleniowcem drużyny 1. FC Nürnberg z Bundesligi. W lidze tej zadebiutował 16 sierpnia 1980 roku w przegranym 1:2 spotkaniu z VfB Stuttgart. Szkoleniowcem Nürnberg był do marca 1981 roku.
Następnie Heese prowadził drugoligowe drużyny Freiburger FC, FSV Frankfurt, Fortuna Kolonia, Kickers Offenbach oraz Viktoria Aschaffenburg. W 1988 roku został selekcjonerem reprezentacji Malty. W tej roli zadebiutował 7 lutego 1988 roku w wygranym 2:0 towarzyskim meczu z Finlandią. Kadrę Malty prowadził do 1991 roku.
Potem prowadził malezyjski Kelantan FA, Eintracht Frankfurt, z którym w 1993 roku zajął 3. miejsce w Bundeslidze, VfB Gießen oraz ponownie reprezentację Malty.